# Шахбаз Ґерай
Шахба́з Ґера́й (1731—1793) — номінальний хан (1787—1789) Кримського ханства. Титул хана отримав від османського султана, однак Кримом ніколи не правив через його анексію Російською імперією у 1783 р. Контролював лише Буджак, західну окраїну Кримського ханства. Третій син кримського хана Арслана Ґерая.

## Життєпис
1748 року його батько, який став новим кримським ханом, призначив Шахбаза сераскером Єдісанської орди. 1758 року дядько Шахбаза Герая, кримський хан Кирим Ґерай, призначив його сераскером Буджацької орди й ор-беєм (комендантом Перекопу). На цих посадах він пробув до 1764 року. Під час другого правління свого батька Арслана Ґерая в 1767 році Шахбаза Ґерая відправлено заручником до Стамбулу. У 1769—1770 роках під час правління свого брата, кримського хана Девлета IV Ґерая, Шахбаз займав посаду калги-султана. У 1775—1777 роках, під час другого правління свого старшого брата Девлета IV, Шахбаз удруге займав посаду калги-султана. У 1777—1778 роках був кандидатом у кримські хани від Османської імперії. 1787 року османський султан, що не визнавав російської анексії Криму, призначив Шахбаза Ґерая кримським ханом. Фактично під його владою був лише Буджак. Калгою Шахбаз Ґерай призначив свого молодшого брата Мубарека, а нуреддином — Арслана Ґерая, нащадка кримського хана Саадета Ґерая. У 1787 році Шахбаз Ґерай прибув у Буджак, потім невдало воював проти австрійських і російських військ у Молдавії. 1789 року Шахбаза відсторонено від престолу. Помер у місті Візе. Одним з його синів був Халім Ґерай (1772—1823), відомий османський історик.